# Saint-Léry
Saint-Léry è un comune francese di 186 abitanti situato nel dipartimento del Morbihan nella regione della Bretagna.

## Società

### Evoluzione demografica
Abitanti censiti